# Провізорні органи

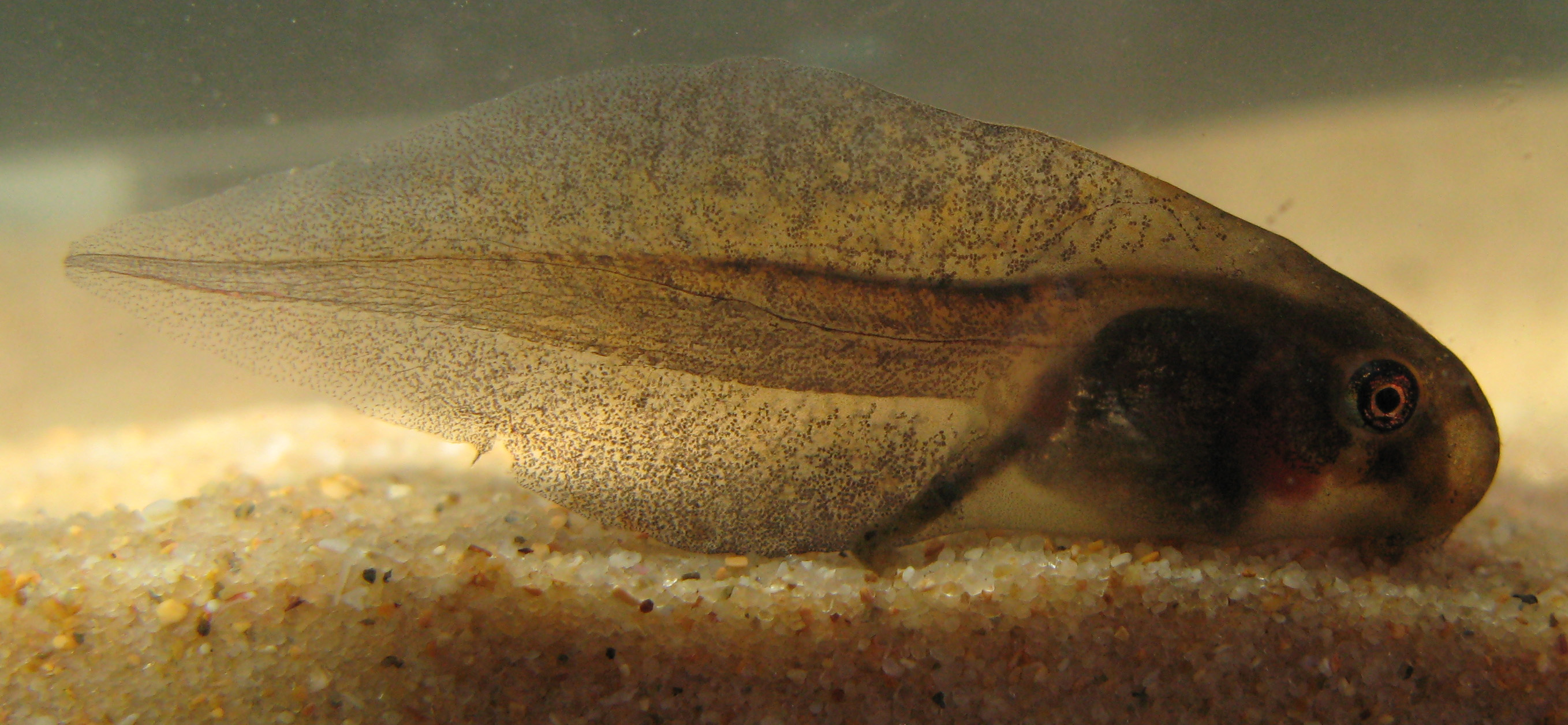
Пуголовок жаби має провізорні органи

Прові́зорні о́ргани (нім. provisorisch — попередній, тимчасовий, від лат. provideo — передбачаю, наперед турбуюсь) — тимчасові органи у зародків та личинок тваринних організмів, які зникають у процесі їхнього розвитку. Одна з форм ценогенезу, або ембріоадаптації.
Провізорні органи забезпечують найважливіші функції організму, що розвивається, до формування та початку функціонування дефінітивних органів, характерних для дорослих особин.
Провізорні органи сучасних організмів у ряді випадків дозволяють передбачати організацію предкових форм, що допомагає встановлювати еволюцію певних груп тварин.

## Приклади
Прикладами провізорних органів є:
- черевні кінцівки та зябра личинок комах;
- зябра, ротові придатки та хвіст пуголовків земноводних;
- судини жовточного мішка у зародків риб;
- амніон, алантоїс та серозна оболонка у амніот.